# وزارة الصناعات الدفاعية
وزارة الصناعات الدفاعية (بالروسية: Министерство оборонной промышленности СССР) كانت وزارة في الحكومة السوفيتية، تأسست في 8 ديسمبر 1936.

## التاريخ
تأسست الوزارة في 8 ديسمبر 1936 باسم مفوضية الشعب للصناعات الدفاعية للاتحاد السوفيتي، على أساس مفوضية الشعب للصناعات الثقيلة. في 11 يناير 1939، قسَّم مرسوم من رئاسة مجلس السوفيت الأعلى مفوضية الشعب للصناعات الدفاعية إلى أربعة أقسام: مفوضية الشعب لصناعات الطيران، مفوضية الشعب لبناء السفن، مفوضية الشعب للتسليح ومفوضية الشعب للذخيرة.
أعيد تأسيس الوزارة في 2 مارس 1965 من لجنة الدولة لتقنيات الدفاع. وكانت مسؤولة عن أسلحة القوات البرية والصواريخ ذات الوقود الصلب والنظم البصرية.

## المقر
وقع مقر الوزارة في موسكو في زقاق أوليانسكي في مبنى صممه دي. إف. فريدمان واكتمل بناؤه في 1936.

## قائمة الوزراء
المصدر:
- ديمتري أستينوف (6 مارس 1953 - 14 ديسمبر 1957)
- سيرجي سفيروف (2 أكتوبر 1965 - 17 ديسمبر 1978)
- بافل فينوجينوف (29 يناير 1979 - 17 يوليو 1989)
- بوريس بلسوف (17 يوليو 1989 - 24 أكتوبر 1991)